# Kemoautotrof
En organism som är självnärande benämns autotrof. Om den inte som fotoautotroferna fångar energi genom fotosyntes kan den använda andra energikällor, som exempelvis kemiska föreningar av svavel. Sådana organismer kallas kemoautotrofer, och energin tillförs då organismen genom oxidation av oorganiska ämnen.
Kemoautotrofa organismer finns exempelvis i djuphaven, där de som energikälla utnyttjar ur jordskorpan utströmmande svavelföreningar.